# Cabo D'Aguilar
Cabo D'Aguilar o Hok Tsui (en chino: 鶴嘴) es una cabo en el sur de Shek O y del Pico D'Aguilar en el sureste de la isla de Hong Kong, Región administrativa especial de Hong Kong, de la República Popular China. Se halla en una península, estando el cabo ubicado específicamente en su lado sureste, fue llamado D'Aguilar por el apellido del General británico George Charles D'Aguilar quien tenía ancentros españoles.
El medio ambiente en Cabo D'Aguilar está protegido mediante el establecimiento en la zona de la Reserva Marina de Cabo D'Aguilar.
El Faro de Cabo D'Aguilar es uno de los monumentos reconocidos de Hong Kong. También se le conoce como Faro Hok Tsui.